# ラモン・アゼーズ
ラモン・オラミレカン・アゼーズ（Ramon Olamilekan Azeez 、1992年12月12日 - ）は、ナイジェリア・アブジャ出身のプロサッカー選手。サッカーナイジェリア代表。スペインのFCカルタヘナ所属。ポジションはミッドフィールダー（セントラルミッドフィールダー）。

## 来歴

### クラブ
母国ナイジェリアのクラブでプレーを始め、2011年7月にスペインのUDアルメリアに加入。2011-12シーズンはBチームでプレーし、2012年8月17日のFCバルセロナB戦でトップチームデビュー。チームがラ・リーガに昇格した2013-14シーズンよりトップチームのレギュラーに定着。12月21日のレアル・ベティス戦でプロ初ゴールをマーク。
2015年6月、クラブにトランスファーリクエストを提出したが移籍は実現せず、8月にリザーブチーム行きを命じられた。その後、2016年1月からトップチームに復帰した。
2017年7月13日、CDルーゴにフリーで加入。

### 代表
ユース年代からナイジェリア代表に選ばれており、2009 FIFA U-17ワールドカップ、2011 FIFA U-20ワールドカップなどに参加した。
2014年2月、メキシコ代表とのフレンドリーマッチで代表初招集。3月5日の同試合でハーフタイムから出場しA代表初キャップ。
2014 FIFAワールドカップではグループステージのイラン代表戦に出場した。

## 代表歴

### 出場大会
- ナイジェリア代表
  - 2014 FIFAワールドカップ

### 試合数
- 国際Aマッチ 6試合 0得点（2014年-2019年）[15]

| ナイジェリア代表 | 国際Aマッチ | 国際Aマッチ |
| 年               | 出場        | 得点        |
| ---------------- | ----------- | ----------- |
| 2014             | 4           | 0           |
| 2015             | 0           | 0           |
| 2016             | 0           | 0           |
| 2017             | 0           | 0           |
| 2018             | 0           | 0           |
| 2019             | 2           | 0           |
| 通算             | 6           | 0           |